# Juan Manuel Castro Prieto
Juan Manuel Castro Prieto (Madrid, 1958) est un photographe espagnol.

## Biographie
Juan Manuel Castro Prieto est un membre de l'Agence VU qui travaille exclusivement avec une chambre grand format de 20 x 25 cm, dont il utilise les bascules et les décentrements pour maîtriser le flou-net de ses prises de vue.
Assurant lui-même ses tirages et en effectuant pour d'autres photographes, il a tiré les photographies de l'exposition de 2016 de Christine Spengler à la Maison européenne de la photographie.

## Source
- (es) Cet article est partiellement ou en totalité issu de l’article de Wikipédia en espagnol intitulé « Juan Manuel Castro Prieto » (voir la liste des auteurs).